# كول أوف ديوتي 4: مودرن وورفير
كول أوف ديوتي 4: مودرن وورفير (بالإنجليزية: Call of Duty 4: Modern Warfare)‏ هي لعبة فيديو من نوع تصويب منظور الشخص الأول من تطوير إستوديو إنفنتي وورد ونشر شركة أكتيفجن. تم تطويرها لأكثر من عامين، وأُطلقت يوم 5 ديسمبر سنة 2007 لنظام التشغيل ويندوز، وبلاي ستيشن 3، وإكس بوكس 360، وصدرت لاحقًا لجهاز وي باسم كول أوف ديوتي 4: مودرن وورفير - يرفلكس اديشن سنة 2009. واللعبة هي الجزء الرئيسي الرابع من سلسلة ألعاب كول أوف ديوتي. بخلاف الأجزاء الأخرى في السلسلة، والتي تدور أحداثها في الحرب العالمية الثانية، تدور أحداث هذا الجزء في العصر الحالي.
تدور أحداث القصة في عام 2011، حيث أعدم زعيم متطرف رئيس بلد لم يذكر اسمها في منطقة الشرق الأوسط، وتشعل حركة قومية متطرفة حربًا أهلية في روسيا. يُنظر إلى الصراعات من منظور رقيب في البحرية الأمريكية، وقائد كوماندوز بريطاني، ويتم تعيينهما في أماكن مختلفة، مثل المملكة المتحدة، والشرق الأوسط، وأذربيجان، وروسيا، وأوكرانيا. يتميز الجزء المتعدد اللاعبين من اللعبة بأوضاع مختلفة للعب، ويحتوي على نظام تسوية يسمح للاعب بإلغاء قفل أسلحة إضافية، ومرفقات للأسلحة، ومخططات تمويه أثناء تقدمه.
تلقت اللعبة إشادة عالمية من النقاد، مع الثناء على طريقة اللعب والقصة، ولكن انتقدت لعدم الابتكار. فازت اللعبة بالعديد من الجوائز من مواقع الألعاب، ومنها جائزة أفضل لعبة لجهاز إكس بوكس 360 من موقع آي جي إن. تعتبر اللعبة واحدة من أعظم ألعاب الفيديو على الإطلاق. كانت اللعبة الأكثر مبيعًا في جميع أنحاء العالم لعام 2007، وبيعت حوالي سبعة ملايين نسخة بحلول يناير 2008، وما يقرب من ستة عشر مليون نسخة بحلول نوفمبر 2013. وتبعها لعبتان تواصلان القصة: كول أوف ديوتي: مودرن وورفير 2 (2009)، وكول أوف ديوتي: مودرن وورفير 3 (2011).
تم إصدار نسخة محسنة من اللعبة باسم كول أوف ديوتي: مودرن وورفير ريماسترد، كجزء من حزم الإصدار الخاص من لعبة كول أوف ديوتي: إنفنت وورفير في نوفمبر 2016، وصدرت كلعبة مستقلة في يونيو 2017. تم إصدار جزء جديد بقصة مختلفة باسم كول أوف ديوتي: مودرن وورفير في أكتوبر 2019.

## أسلوب اللعب
كول أوف ديوتي 4: مودرن وورفير هي لعبة تصويب من منظور الشخص الأول. يمكن وضع الشخصية في واحدة من ثلاثة وضعيات: الوقوف، أو الإنحناء، أو الانبطاح، كل منها يؤثر على معدل حركة الشخصية ودقتها في التصويب وتخفيتها. يساعد استخدام الغطاء اللاعب على تجنب نيران العدو، أو استعادة الصحة بعد تعرضه لأضرار كبيرة. على هذا النحو، لا توجد دروع، أو تعزيزات صحية. عندما تتضرر الشخصية، تتوهج حواف الشاشة باللون الأحمر، وتزداد نبضات قلب الشخصية. إذا ابتعدت الشخصية عن النار، يمكن للشخصية أن تتعافى. عندما تكون الشخصية داخل دائرة نصف قطر إنفجار قنبلة يدوية حية، تشير علامة إلى اتجاه القنابلة، مما يساعد اللاعب إما على الفرار أو إعادتها إلى العدو.
اللعبة هي الأولى في سلسلة كول أوف ديوتي التي تتميز بالمعدات الحديثة. تقدم اللعبة أيضًا ميزات جديدة، لا سيما آليات اللعب الجماعي مثل «killstreaks» حيث يتمكن اللاعب من الوصول إلى قدرات خاصة لقتل الأعداء دون أن يقتلهم بنفسه.

### اللعب الفردي
يأخذ اللاعب دور الشخصيات المختلفة خلال وضع اللعب الفردي. تحدث مشاركة الشخصيات في القصة في وقت واحد، وتتداخل مع الأحداث في اللعبة. على هذا النحو، يتغير منظور اللاعب من شخصية إلى أخرى بين المهام. تتميز كل مهمة بسلسلة من الأهداف، يتم توجيه اللاعب إلى كل هدف مع عرض التنبيهات، مما يمثل اتجاهه ومسافته. تتطلب بعض الأهداف أن يصل اللاعب إلى نقطة تفتيش، في حين تتطلب الأهداف الأخرى من اللاعب القضاء على الأعداء في موقع محدد، أو الوقوف على أرضهم للدفاع عن هدف، أو زرع عبوات متفجرة على منشأة للعدو. بعد الانتهاء من جميع المهام، يتم فتح مهمة خاتمة ليس لها تأثير على قصة اللعبة، وتركز على فرقة «SAS» التي تقاتل الإرهابيين الذين اختطفوا طائرة وأخذوا رهينة لكبار الشخصيات. تتميز القصة الرئيسية ب 30 قطعة قابلة للتحصيل من المعلومات تمنح اللاعب غشًا في اللعبة، ومرشحات بصرية مثل الذخيرة اللانهائية، والقنابل العنقودية، وزيادة التباين.

## الأحداث الرئيسية
في عام 2011 تندلع حرب أهلية في روسيا بين الحكومة ومتطرفين قوميين يسعون إلى إعادة روسيا إلى بريق الحقبة السوفيتية. وفي الوقت نفسه تقوم جماعة انفصالية يقودها خالد الأسد بالإستيلاء على السلطة في دولة شرق أوسطية لم يعلن عن إسمها (صغيرة الحجم ولكنها غنية بالنفط) من خلال انقلاب عسكري. خالد الأسد شخص عديم الرحمة وبتبنى وجهات نظر معادية للغرب مما يدفع الولايات المتحدة لغزو البلاد. في ظهيرة اليوم الثاني من الغزو يتم إرسال مجموعة من مشاة البحرية الأمريكية للقبض على خالد الأسد. تقوم المجموعة بمهاجمة محطة تلفزيونية كان يعتقد ان الاسد يبث مباشرة منها ثم تنخرط المجموعة في حرب شوارع في مدينة لم يعلن عن إسمها جنوب العاصمة. وفي هذه الأثناء، تقوم فرقة من القوات الجوية الخاصة البريطانية بقيادة الكابتن برايس بتنفيذ عمليتين مهمتين، الأولى على متن سفينة في مضيق بيرنغ والثانية في روسيا. والمعلومات الاستخبارية التي جُمعت من المهمتين تشير إلى أن الأسد قد يكون مالكا لسلاح نووي روسي.
في مساء اليوم الثالث، تشن الولايات المتحدة هجوما واسع النطاق على القصر الرئاسي الخاص بخالد الأسد على الرغم من تحذيرات القوات البريطانية من وجود جهاز نووي محتمل. مع غزو القوات الأمريكية للقصر، تقوم مشاة البحرية بالاشتباك مع قوات خالد الأسد. ولكن على أية حال ينتهي الهجوم بكارثة عظيمة عندما ينفجر الجهاز النووي فجأة، مما يؤدي إلى اختفاء معظم المدينة مع كل من فيها.
ومع عدم اقتناعه بأن الأسد قد قتل، يقوم الكابتن برايس وفريقه مدعوما مع مجموعة من الموالين الروس بمهاجمة منزل آمن في قرية بدولة أذربيجان بهدف اجتثاث القوات الروسية المحتلة ويتم في تلك العملية القبض على خالد الأسد حيا. وبعد فترة قصيرة من الإستجواب، يرن هاتف الأسد وبعد سماع صوت المتصل يقوم الكابتن برايس مباشرة بإعدام خالد الأسد ويكشف أن المتصل كان قائد المتطرفين القوميين «عمران زخاييف».
ويسرد برايس قصة إحدى المهمات في بريبيات، أوكرانيا عام 1996. في أعقاب كارثة تشيرنوبيل وانهيار الاتحاد السوفياتي، كيف أن زخاييف إستغل حالة الفوضى للكسب من انتشار الأسلحة النووية واستعمل ثروته الجديدة لإغراء الجنود من الجيش السوفياتي لتشكيل حزبه القومي المتطرف. أُرسل برايس وماكميلان في عملية سرية لاغتيال زخاييف. وفي أثناء العملية يقوم برايس بإطلاق النار على زخاييف ببندقية قنص ولكن الطلقة أصابت فقط ذراع زخاييف، وبالكاد نجا برايس وفريقه من أتباع زخاييف.
تقوم قوة مشتركة تتألف من القوات الجوية الخاصة ومشاة البحرية والموالين الروس، بمحاولة للقبض على ابن زخاييف المسمى «فيكتور» بغرض معرفة مكان والده، ولكن ما أن يقوموا بمحاصرته على سطح إحدى المباني حتى يقوم فيكتور بقتل نفسه. وبهدف الانتقام يقوم زخاييف بإطلاق صواريخ باليستية نووية عابرة للقارات على الساحل الشرقي للولايات المتحدة الأمريكية، والتي كان من الممكن ان تقتل 41 مليون شخص، ولكن القوة المشتركة تتمكن من الإستيلاء على غرفة التحكم بالصواريخ وتقوم بتدميرها فوق المحيط الأطلسي.
تقوم طائرة مروحية تابعة للمتطرفين القوميين بتدمير أحد الجسور الحيوية وتحاصر القوة مشتركة. تندلع معركة بين القوة المشتركة والمتطرفين وتترك الجميع في القوة المشتركة إما قتيلا أو مصابا بجروح خطيرة. ثم يصل زخاييف بنفسه ويبدأ بقتل الجنود الجرحى ولكن فجأة يتم إسقاط الطائرة ويسقط زخاييف قتيلا.
وفي الخاتمة يتم التكتم عن حادثة الصواريخ وعن دعم المتطرفين القوميين لخالد الأسد. والتي تركت للجزء الثاني كول أوف ديوتي: مودرن وورفير 2.

## سبب التطوير
اختارت شركة أكتيفيجن هذه اللعبة لأنّها حصلت على تقديرات مرتفعة، ومتوسط التقديرات هو 94 % بحسب موقع جيم رنكينج. وحصلت على عدة جوائز، منها لقب أفضل لعبة إكس بوكس 360 من موقع IGN. كانت اللعبة الأكثر مبيعاً في عام 2007 على مستوى العالم.

## مودرن وورفير ريماستر
تم إصدار نسخة محسنة من اللعبة (ريماستر) على أجهزة بلاي ستيشن 4 وإكس بوكس ون والحاسوب الشخصي بجانب كول أوف ديوتي: إنفنتي وورفير، وذلك بتاريخ 4 نوفمبر 2016م. وتحتوي اللعبة على دعم اللغة العربية في منطقة الشرق الأوسط فقط.

## روابط خارجية
- كول أوف ديوتي 4: مودرن وورفير على موقع IMDb (الإنجليزية)
- كول أوف ديوتي 4: مودرن وورفير على موقع الموسوعة البريطانية (الإنجليزية)